# Medalhistas olímpicos do tênis de mesa

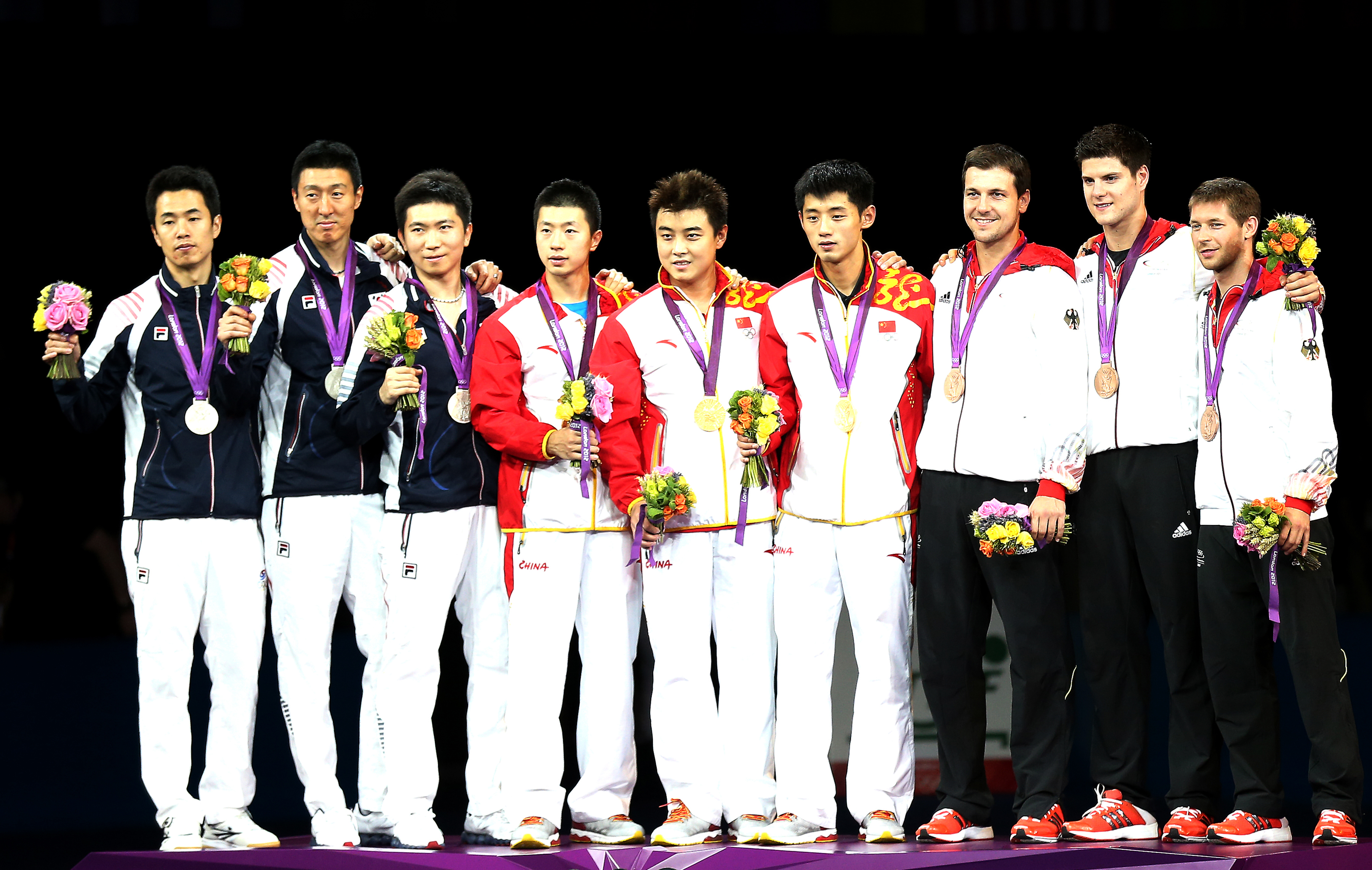
Medalhistas da competição por equipes masculinas em Londres 2012

Segue a lista dos medalhistas olímpicos do tênis de mesa:

## Eventos atuais

### Individual masculino
| Evento                    | Ouro                            | Prata                           | Bronze                                            |
| ------------------------- | ------------------------------- | ------------------------------- | ------------------------------------------------- |
| Seul 1988 (detalhes)      | Yoo Nam-kyu KOR Coreia do Sul   | Kim Ki-taik KOR Coreia do Sul   | Erik Lindh SWE Suécia                             |
| Barcelona 1992 (detalhes) | Jan-Ove Waldner SWE Suécia      | Jean-Philippe Gatien FRA França | Kim Taek-soo KOR Coreia do Sul Ma Wenge CHN China |
| Atlanta 1996 (detalhes)   | Liu Guoliang CHN China          | Wang Tao CHN China              | Jörg Roßkopf GER Alemanha                         |
| Sydney 2000 (detalhes)    | Kong Linghui CHN China          | Jan-Ove Waldner SWE Suécia      | Liu Guoliang CHN China                            |
| Atenas 2004 (detalhes)    | Ryu Seung-min KOR Coreia do Sul | Wang Hao CHN China              | Wang Liqin CHN China                              |
| Pequim 2008 (detalhes)    | Ma Lin CHN China                | Wang Hao CHN China              | Wang Liqin CHN China                              |
| Londres 2012 (detalhes)   | Zhang Jike CHN China            | Wang Hao CHN China              | Dimitrij Ovtcharov GER Alemanha                   |
| Rio 2016 (detalhes)       | Ma Long CHN China               | Zhang Jike CHN China            | Jun Mizutani JPN Japão                            |
| Tóquio 2020 (detalhes)    | Ma Long CHN China               | Fan Zhendong CHN China          | Dimitrij Ovtcharov GER Alemanha                   |
| Paris 2024 (detalhes)     | Fan Zhendong CHN China          | Truls Möregårdh SWE Suécia      | Félix Lebrun FRA França                           |

### Equipes masculinas
| Evento                  | Ouro                                       | Prata                                                       | Bronze                                                     |
| ----------------------- | ------------------------------------------ | ----------------------------------------------------------- | ---------------------------------------------------------- |
| Pequim 2008 (detalhes)  | Wang Hao Ma Lin Wang Liqin CHN China       | Dimitrij Ovtcharov Timo Boll Christian Süß GER Alemanha     | Oh Sang-eun Ryu Seung-min Yoon Jae-young KOR Coreia do Sul |
| Londres 2012 (detalhes) | Wang Hao Zhang Jike Ma Long CHN China      | Oh Sang-eun Joo Se-hyuk Ryu Seung-min KOR Coreia do Sul     | Timo Boll Dimitrij Ovtcharov Bastian Steger GER Alemanha   |
| Rio 2016 (detalhes)     | Zhang Jike Ma Long Xu Xin CHN China        | Koki Niwa Jun Mizutani Maharu Yoshimura JPN Japão           | Timo Boll Dimitrij Ovtcharov Bastian Steger GER Alemanha   |
| Tóquio 2020 (detalhes)  | Fan Zhendong Ma Long Xu Xin CHN China      | Timo Boll Patrick Franziska Dimitrij Ovtcharov GER Alemanha | Tomokazu Harimoto Jun Mizutani Koki Niwa JPN Japão         |
| Paris 2024 (detalhes)   | Fan Zhendong Ma Long Wang Chuqin CHN China | Anton Källberg Kristian Karlsson Truls Möregårdh SWE Suécia | Simon Gauzy Alexis Lebrun Félix Lebrun FRA França          |

### Individual feminino
| Evento                    | Ouro                   | Prata                            | Bronze                                                         |
| ------------------------- | ---------------------- | -------------------------------- | -------------------------------------------------------------- |
| Seul 1988 (detalhes)      | Chen Jing CHN China    | Li Huifen CHN China              | Jiao Zhimin CHN China                                          |
| Barcelona 1992 (detalhes) | Deng Yaping CHN China  | Qiao Hong CHN China              | Hyun Jung-hwa KOR Coreia do Sul Li Bun-hui PRK Coreia do Norte |
| Atlanta 1996 (detalhes)   | Deng Yaping CHN China  | Chen Jing TPE Taipé Chinês       | Qiao Hong CHN China                                            |
| Sydney 2000 (detalhes)    | Wang Nan CHN China     | Li Ju CHN China                  | Chen Jing TPE Taipé Chinês                                     |
| Atenas 2004 (detalhes)    | Zhang Yining CHN China | Kim Hyang-mi PRK Coreia do Norte | Kim Kyung-ah KOR Coreia do Sul                                 |
| Pequim 2008 (detalhes)    | Zhang Yining CHN China | Wang Nan CHN China               | Guo Yue CHN China                                              |
| Londres 2012 (detalhes)   | Li Xiaoxia CHN China   | Ding Ning CHN China              | Feng Tianwei SIN Singapura                                     |
| Rio 2016 (detalhes)       | Ding Ning CHN China    | Li Xiaoxia CHN China             | Kim Song-i PRK Coreia do Norte                                 |
| Tóquio 2020 (detalhes)    | Chen Meng CHN China    | Sun Yingsha CHN China            | Mima Ito JPN Japão                                             |
| Paris 2024 (detalhes)     | Chen Meng CHN China    | Sun Yingsha CHN China            | Hina Hayata JPN Japão                                          |

### Equipes femininas
| Evento                  | Ouro                                       | Prata                                               | Bronze                                                    |
| ----------------------- | ------------------------------------------ | --------------------------------------------------- | --------------------------------------------------------- |
| Pequim 2008 (detalhes)  | Guo Yue Wang Nan Zhang Yining CHN China    | Feng Tianwei Li Jiawei Wang Yuegu SIN Singapura     | Dang Ye-seo Kim Kyung-ah Park Mi-young KOR Coreia do Sul  |
| Londres 2012 (detalhes) | Li Xiaoxia Ding Ning Guo Yue CHN China     | Ai Fukuhara Sayaka Hirano Kasumi Ishikawa JPN Japão | Li Jiawei Feng Tianwei Wang Yuegu SIN Singapura           |
| Rio 2016 (detalhes)     | Liu Shiwen Ding Ning Li Xiaoxia CHN China  | Han Ying Petrissa Solja Shan Xiaona GER Alemanha    | Ai Fukuhara Kasumi Ishikawa Mima Ito JPN Japão            |
| Tóquio 2020 (detalhes)  | Chen Meng Sun Yingsha Wang Manyu CHN China | Miu Hirano Kasumi Ishikawa Mima Ito JPN Japão       | Doo Hoi Kem Lee Ho Ching Minnie Soo Wai Yam HKG Hong Kong |
| Paris 2024 (detalhes)   | Chen Meng Sun Yingsha Wang Manyu CHN China | Miwa Harimoto Hina Hayata Miu Hirano JPN Japão      | Jeon Ji-hee Lee Eun-hye Shin Yu-bin KOR Coreia do Sul     |

### Duplas mistas
| Evento                 | Ouro                              | Prata                                        | Bronze                                      |
| ---------------------- | --------------------------------- | -------------------------------------------- | ------------------------------------------- |
| Tóquio 2020 (detalhes) | Jun Mizutani Mima Ito JPN Japão   | Xu Xin Liu Shiwen CHN China                  | Lin Yun-ju Cheng I-ching TPE Taipé Chinês   |
| Paris 2024 (detalhes)  | Wang Chuqin Sun Yingsha CHN China | Ri Jong-sik Kim Kum-yong PRK Coreia do Norte | Lim Jong-hoon Shin Yu-bin KOR Coreia do Sul |

## Eventos passados

### Duplas masculinas
| Evento                    | Ouro                                 | Prata                                         | Bronze                                                                                    |
| ------------------------- | ------------------------------------ | --------------------------------------------- | ----------------------------------------------------------------------------------------- |
| Seul 1988 (detalhes)      | Chen Longcan Wei Qingguang CHN China | Zoran Primorac Ilija Lupulesku YUG Iugoslávia | Yoo Nam-kyu Ahn Jae-hyung KOR Coreia do Sul                                               |
| Barcelona 1992 (detalhes) | Wang Tao Lu Lin CHN China            | Jörg Roßkopf Steffen Fetzner GER Alemanha     | Yoo Nam-kyu Kim Taek-soo KOR Coreia do Sul Lee Chul-seung Kang Hee-chan KOR Coreia do Sul |
| Atlanta 1996 (detalhes)   | Kong Linghui Liu Guoliang CHN China  | Wang Tao Lu Lin CHN China                     | Yoo Nam-kyu Lee Chul-seung KOR Coreia do Sul                                              |
| Sydney 2000 (detalhes)    | Wang Liqin Yan Sen CHN China         | Liu Guoliang Kong Linghui CHN China           | Jean-Philippe Gatien Patrick Chila FRA França                                             |
| Atenas 2004 (detalhes)    | Chen Qi Ma Lin CHN China             | Ko Lai Chak Li Ching HKG Hong Kong            | Michael Maze Finn Tugwell DEN Dinamarca                                                   |

### Duplas femininas

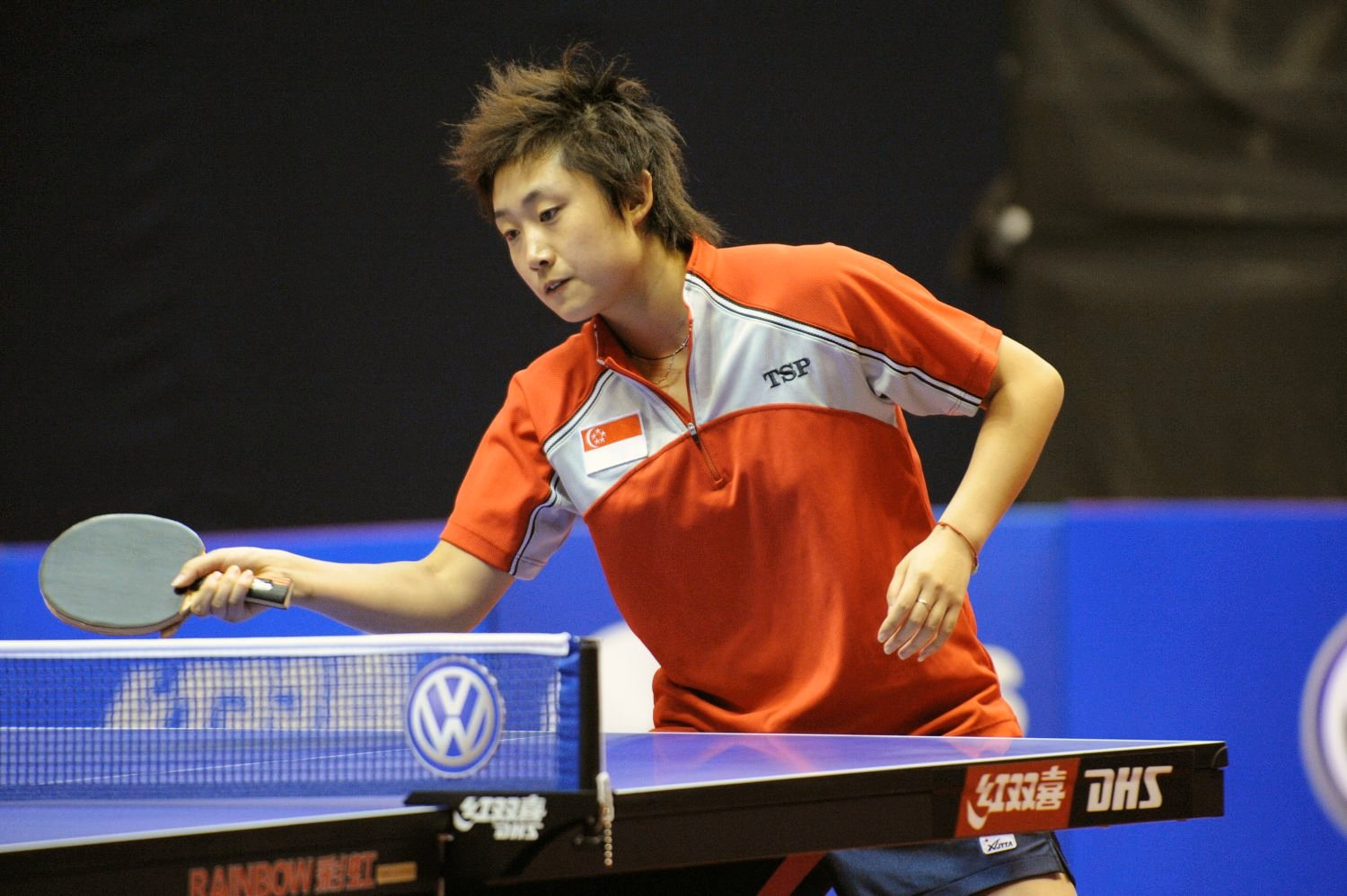
Feng Tianwei integrou a equipe vice-campeã em Pequim 2008

| Evento                    | Ouro                                         | Prata                                    | Bronze                                                                                |
| ------------------------- | -------------------------------------------- | ---------------------------------------- | ------------------------------------------------------------------------------------- |
| Seul 1988 (detalhes)      | Hyun Jung-hwa Yang Yong-ja KOR Coreia do Sul | Chen Jing Jiao Zhimin CHN China          | Gordana Perkučin Jasna Fazlić YUG Iugoslávia                                          |
| Barcelona 1992 (detalhes) | Deng Yaping Qiao Hong CHN China              | Chen Zihe Gao Jun CHN China              | Hyun Jung-hwa Hong Cha-ok KOR Coreia do Sul Li Bun-hui Yu Sun-bok PRK Coreia do Norte |
| Atlanta 1996 (detalhes)   | Deng Yaping Qiao Hong CHN China              | Qiao Yunping Liu Wei CHN China           | Ryu Ji-hae Park Hae-jung KOR Coreia do Sul                                            |
| Sydney 2000 (detalhes)    | Wang Nan Li Ju CHN China                     | Sun Jin Yang Ying CHN China              | Kim Moo-kyo Ryu Ji-hae KOR Coreia do Sul                                              |
| Atenas 2004 (detalhes)    | Wang Nan Zhang Yining CHN China              | Lee Eun-sil Suk Eun-mi KOR Coreia do Sul | Guo Yue Niu Jianfeng CHN China                                                        |